# Landgericht Crailsheim
Das Landgericht Crailsheim war ein von 1808 bis 1810 bestehendes bayerisches Landgericht älterer Ordnung mit Sitz in Crailsheim (im heutigen Landkreis Schwäbisch Hall). Es gehörte zum Rezatkreis.
Es hatte eine Größe von 3 Quadratmeilen und 9067 Einwohner. Mit dem Grenzvertrag zwischen Bayern und Württemberg vom 18. Mai 1810 fiel das Landgericht an das Königreich Württemberg. Seit 1813 war es Bestandteil des neu geschaffenen Oberamtes Crailsheim.